# Ельсуков, Иван Архипович
Ива́н Архи́пович Ельсуко́в (17 июня 1920, Ельсуково, Уржумский уезд, Вятская губерния, РСФСР ― 21 января 1993, Йошкар-Ола, Марий Эл, Россия) ― советский ветеринарный врач. Директор Марийской республиканской ветеринарной лаборатории (1967―1972), главный государственный ветеринарный инспектор Марийской АССР (1972―1980). Заслуженный ветеринарный врач РСФСР (1979). Участник Великой Отечественной войны.

## Биография
Родился 17 июня 1920 года в д. Ельсуково ныне Мари-Турекского района Марий Эл в крестьянской семье. 
В 1938 году окончил Козьмодемьянский зооветеринарный техникум Марийской АССР.
В ноябре 1939 года призван в РККА Козьмодемьянским районным военкоматом. Участник Великой Отечественной войны: являлся ветеринарным фельдшером 101 гвардейского стрелкового полка и 2251 армейского ветеринарного лазарета 42 армии. Оказывал ветеринарную помощь раненым и больным лошадям, стрелковым полкам действующей армии. С 20 октября 1941 по ноябрь 1943 года прошёл Северо-Западный фронт в составе стрелковой дивизии. С 1 ноября 1943 по 20 ноября 1944 года был старшим сержантом гвардейского полка. С 20 ноября 1944 по 22 марта 1945 года служил на втором Прибалтийском фронте ветеринарным фельдшером. С 22 мая 1945 по 13 января 1946 года ― ветеринарный фельдшер Забайкальского фронта. Был контужен, ранен. Демобилизовался из армии в звании старшего лейтенанта ветеринарной службы в январе 1946 года. Награждён орденом Отечественной войны I степени и медалями, в том числе медалью «За боевые заслуги».
В 1951 году окончил Казанский ветеринарный институт. В 1951―1964 годах ― главный ветеринарный врач Сернурского района Марийской АССР.
В 1967―1972 годах ― директор Марийской республиканской ветеринарной лаборатории. В 1972―1980 годах ― главный государственный ветеринарный инспектор Марийской АССР.
В 1979 году ему присвоено почётное звание «Заслуженный ветеринарный врач РСФСР». Награждён орденом «Знак Почёта», медалями и Почётной грамотой Президиума Верховного Совета Марийской АССР.
Ушёл из жизни 21 января 1993 года в Йошкар-Оле.

## Звания и награды

### Трудовые
- Заслуженный ветеринарный врач РСФСР (1979)[2][3]
- Заслуженный врач Марийской АССР (1967)[2][3]
- Орден «Знак Почёта» (1975)[2][3]
- Медаль «За доблестный труд. В ознаменование 100-летия со дня рождения Владимира Ильича Ленина» (1970)
- Почётная грамота Президиума Верховного Совета Марийской АССР (1960)[2][3]

### Военные
- Орден Отечественной войны I степени (06.04.1985)[6]
- Медаль «За боевые заслуги» (09.04.1945)[7][8]
- Медаль «За победу над Германией в Великой Отечественной войне 1941—1945 гг.» (09.05.1945)